# Lucihormetica luckae
A Lucihormetica luckae az eleventojó csótányok (Blaberidae) családjába tartozó óriáscsótányfaj. A faj veszélyeztetett vagy kihalt is lehet, miután az élőhelyéül szolgáló dél-amerikai tűzhányó, a Tungurahua 2010-ben kitört.
Az L. luckae hátpajzsán két nagyobb és egy kisebb, fluoreszcens fényben világító baktériumoknak élőhelyül szolgáló folt található. Ennek a biolumineszcens viselkedésnek az evolúciós célja valószínűleg mimikri lehet, a pattanóbogár-félékhez tartozó toxikus Pyrophorus kukujóbogár ugyanis azonos hullámhosszú fényt bocsát ki. Valószínűleg az L. luckae az első ismert faj, ami a biolumineszcenciát defenzív mimikri céljára használja fel.
Az L. luckae háti pajzsa a Star Wars sci-fi univerzumban szereplő jawákra emlékeztet.